# 俄德 (亞撒利雅之父)
俄德，先知亞撒利雅之父，舊約聖經中歷代志下15章中提到的人物。歷代志下15章1節提及亞撒利雅時，提到他是俄德的兒子，亞撒利雅對當時猶大王國國王亞撒發表預言，讓亞撒恢復國內對耶和華的信仰。歷代志下15章8節也有提到俄德的兒子亞撒利雅，但馬所拉文本在此節沒有提到亞撒利雅，表示預言是來自俄德，但敘利亞文版本、拉丁文的武加大译本以及像新国际版圣经的現代譯本，都是用「俄德兒子先知亞撒利雅」一詞
。俄德在塔木德經中被列為先知。 